# 美之介事务所可苦可乐
美之介事务所可苦可乐（日语：ミノスケオフィスコブクロ）是日本乐团『可苦可乐』所属的事務所。另、可苦可乐是其旗下唯一的艺人组合。

## 所在地
和歌山县和歌山市小杂賀613-4

## 概要
- 社長为坂田 美之助（生于1954年（昭和29年）5月6日）。
- 社长的出生日期顺序排列，则是可苦可乐第六张专辑的名称『5296』。
- 1998年12月在忘年会后回家路上，社长被两人的路头表演所吸引。翌年、被两人才能所吸引的社长决定开创其二人专属的事务所。
- 本来并非艺人事务所，而是游戏中心。
- 社长本人有「和歌山的卡洛斯·戈恩」的绰号。
- 因事務所在和歌山，可苦可乐2人称和歌山県为『第二故乡』。故、毎年开演的定例演唱会在和歌山市内举行。全国各地的支持者络绎不绝。另外和歌山县也是两人出道前表演次数最多的地方。
- 因于研音间的业务合作、担任研音旗下艺人出演的连续剧等主题曲的次数较多。